# Amiot 130
L'Amiot 131 est un prototype d'avion de reconnaissance biplace à haute altitude français de l'entre-deux-guerres.

## Conception
L'Amiot 130 est un prototype biplace de reconnaissance, construit en un seul exemplaire, de type monoplan à aile parasol. Il vole la première fois en avril 1931, et son développement est rapidement abandonné, le programme ayant été annulé au profit d'un autre spécifiant des multiplaces bimoteurs. L'avion était donc censé ne voler qu'une dizaine de minutes, suffisamment pour que la société touche les 2,5 millions de francs que l'État s'était engagé à verser pour son développement ; après cela, ses vols furent rares.
Son moteur, un Hispano-Suiza 12Nb développant 650 ch, avait fait l'objet d'un travail particulier au niveau de l'échappement pour le rendre silencieux.